# エドモンド・モレル

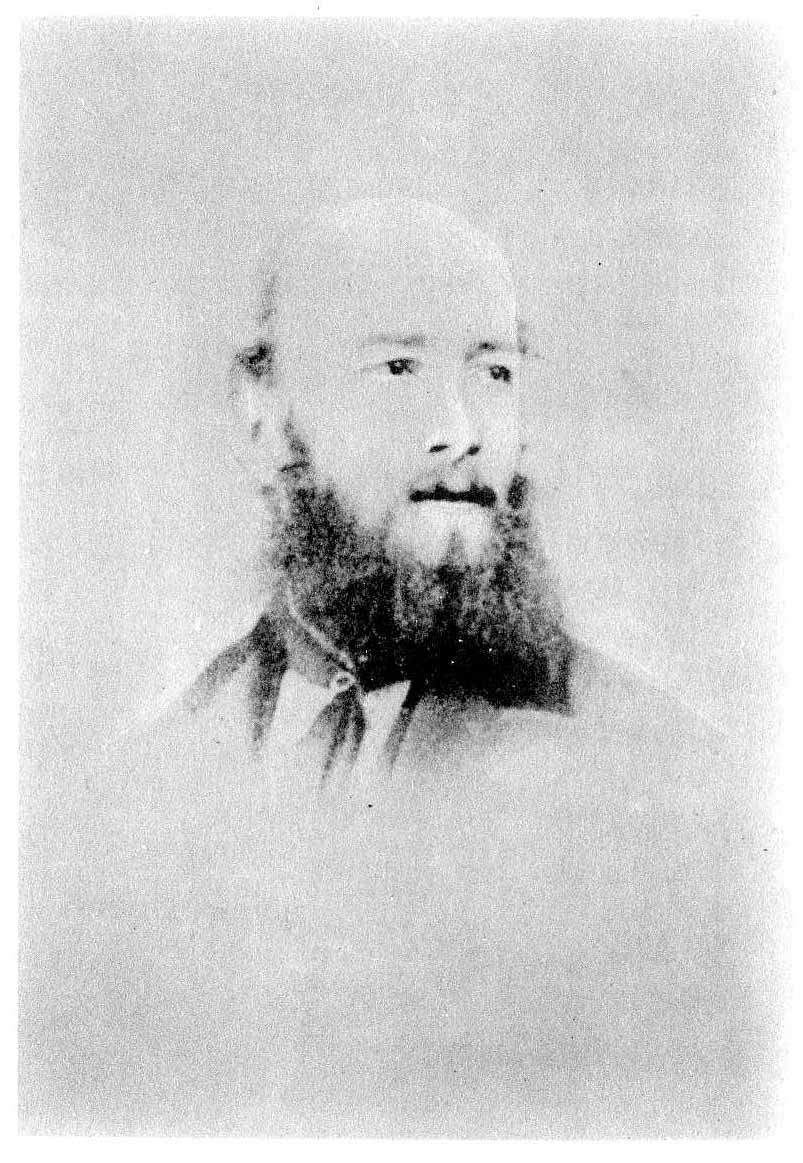
エドモンド・モレル（日本鉄道史より）

エドモンド・モレル（Edmund Morel, 1840年11月17日 - 1871年11月5日〈明治4年9月23日〉）は、イギリスの技術者で、イギリス植民地で鉄道建設に携わり、明治政府にも鉄道技術主任として雇用され、日本の鉄道の礎を築いた。

## 経歴
エドマンド（エドモンド）・モレルは1840年11月17日にイギリス、ロンドンのピカデリー、ノッティング・ヒルにおいて生まれた。キングス・カレッジ・スクールおよびキングス・カレッジ・ロンドンにおいて学んだ。オーストラリアのメルボルンにおいて土木技術者として8か月、続いてニュージーランドのオタゴ地方の自治体で技術者として5か月、ウェリントン地方の自治体の主任技師として7か月働いた。1865年5月にイギリス土木学会の準会員に推薦され入会している。この間、1862年2月4日にロンドンにおいてハリエット・ワインダー（Harriett Wynder）と結婚している。
モレルは1866年1月から北ボルネオにあるラブアン島において、石炭輸送用の鉄道建設に当たった。モレルがラブアン島にいつ頃まで滞在していたのかはわかっていない。日本での鉄道導入に際して外債の発行を依頼されたホレイショ・ネルソン・レイ（後にトラブルとなって解約される）と1870年2月21日にセイロン島のガレにおいて会談し、日本へ赴いて鉄道建設の指導をすることになった。日本には夫人を連れて赴任している。1870年4月9日に横浜港に到着した。
イギリス公使ハリー・パークスの推薦があり、その職務への忠実性も評価されたモレルは、建築師長（技術主任）に任命された。モレルを補佐する副主任はジョン・ダイアック、チャールズ・シェパード、ジョン・イングランド (技術者)の3人が就任した。その他、建築や測量の技師が多数来日した。
モレルは早速5月28日に、民部大蔵少輔兼会計官権判事であった伊藤博文に近代産業と人材育成の機関作成を趣旨とする意見書を提出している。また民部大蔵大輔の大隈重信と相談の上、日本の鉄道の軌間を1,067 mmの狭軌に定めている。さらに、「森林資源の豊富な日本では木材を使った方が良い」と、当初イギリス製の鉄製の物を使用する予定だった枕木を、国産の木製に変更するなど、日本の実情に即した提案を行い、外貨の節約や国内産業の育成に貢献することになった。こうしたことから、「日本の鉄道の恩人」と賛えられている。
しかし、日本到着時には既に肺を患っていたと言うモレルは、1871年（明治4年）休職してインドへの転地療養を願い出る。政府はモレルの功績に応じて5,000円の療養費を与え、願い出を許可したが、日本の鉄道の開業を目前にして結核により、1871年11月5日（明治4年旧暦9月23日）、横浜において満30歳で没した。そのおよそ12時間後の11月6日（旧暦9月24日）、ハリエット夫人も神経または呼吸器系の急性疾患で、満25歳で亡くなっている。
モレルの遺志は、副主任のジョン・ダイアックらに受け継がれ、1872年（明治5年）に日本の鉄道は開業、1877年には大阪に鉄道技士を養成する「工技生養成所」が設置された。

## 記念碑と墓地

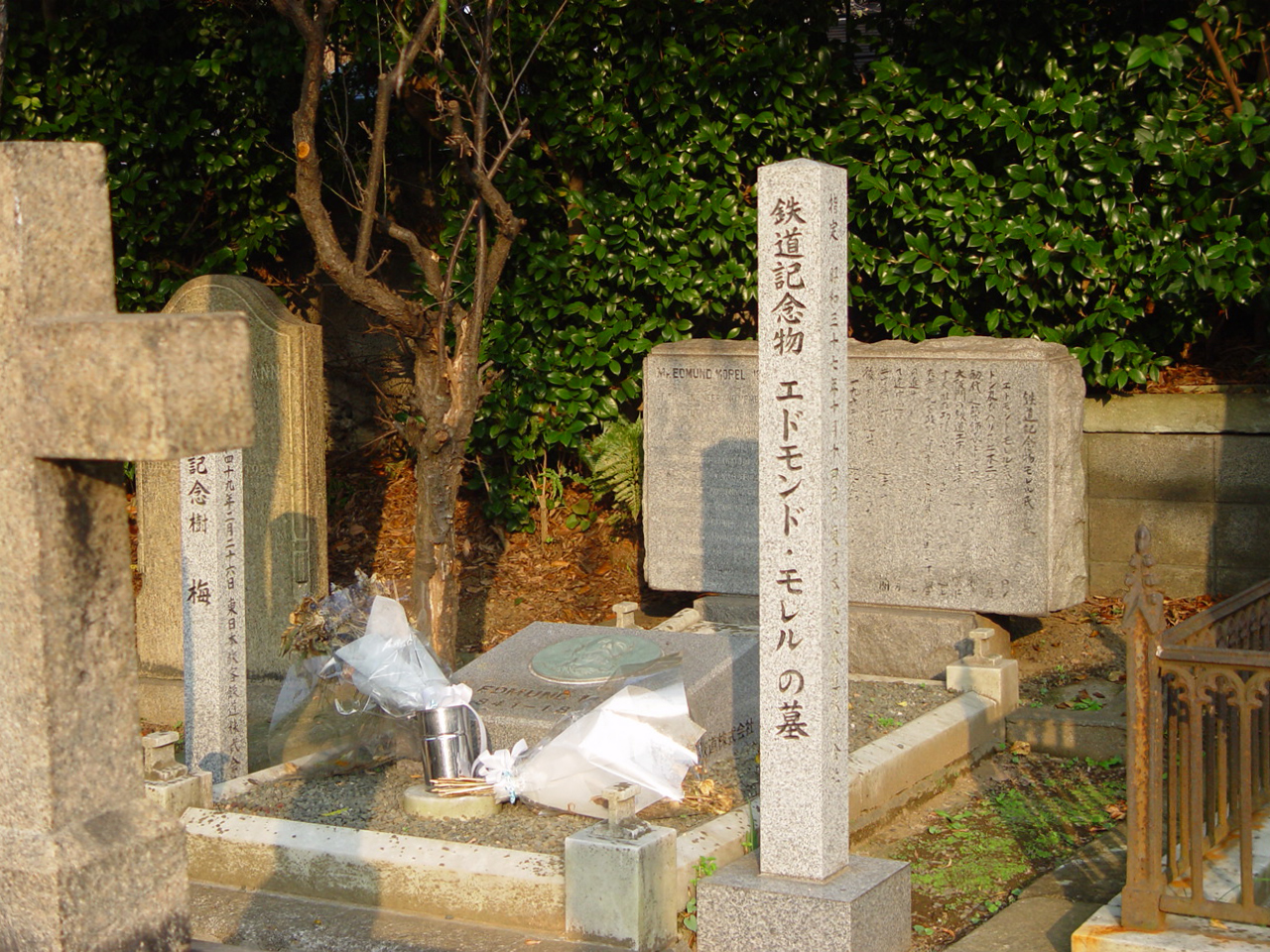
エドモンド・モレルの墓

桜木町駅近くにはモレルを記念した「モレルの碑」が「鉄道発祥記念碑」とともに設置されている。横浜市の横浜外国人墓地内にあるモレルの墓所は、1962年に鉄道記念物に指定された。墓石の脇には梅が植えられ夫婦愛を称えるため「連理の梅」と呼ばれたが、関東大震災の際に荒廃した。国鉄時代に新たに梅が植えられ、2009年3月にも一本植樹された。1942年(昭和17年)の鉄道開業70周年記念事業では、戦時中にもかかわらずイギリス人であるモレルの墓の清掃が行われた。また、1992年10月16日には鉄道開業120周年を記念して、JR東日本東京地域本社によって、墓石の前に青銅製のレリーフが設置された。モレルと同じく外国人墓地に設けられた、ジョン・ダイアックなど数名の墓についても、準鉄道記念物に指定されている。

## 経歴についての誤解
モレルの経歴に関しては様々な誤解が流布されている。生年については1841年説があったが、出生証明書などにより1840年生まれであることが確認されている。またラブアン島をボルネオではなくオーストラリアの島であると誤解したもの、セイロン島でレイと会って日本赴任を決めたのを誤解してセイロン島で鉄道建設に従事していたというものなどもある。
同じように広く流布している説としては、モレルの夫人は日本人であるというものがある。大隈重信夫人の綾子付きの小間使いのキノという女性と結婚したという説がまことしやかに流布されているが、元は小説家南條範夫の作品「驀進」に由来するものと考えられている。結婚証明書や日本渡航時の船客名簿などから、イギリスにおいて既にハリエット夫人と結婚しており、日本へ同伴していることが判明している。